# Claire Curzan
Claire Curzan est une nageuse américaine née le 30 juin 2004 à Cary, en Caroline du Nord. Elle a remporté la médaille d'argent du relais 4 × 100 m quatre nages aux Jeux olympiques d'été de 2020 à Tokyo.

## Palmarès

### Jeux olympiques
- Jeux olympiques 2020 à Tokyo :
  -  Médaille d'argent du relais 4 x 100 mètres 4 nages

### Championnats du monde

#### Grand bassin
- Championnats du monde 2022 à Budapest :
  -  Médaille d'or du relais 4 x 100 mètres 4 nages
  -  Médaille d'or du relais 4 x 100 mètres 4 nages mixte
  -  Médaille de bronze du 100 m dos
  -  Médaille de bronze du relais 4 x 100 m nage libre
  -  Médaille de bronze du relais 4 x 100 m nage libre mixte
- Championnats du monde 2024 à Doha :
  -  Médaille d'or du 50 m dos
  -  Médaille d'or du 100 m dos
  -  Médaille d'or du 200 m dos
  -  Médaille d'or du relais 4 x 100 mètres 4 nages mixte
  -  Médaille d'argent du 100 m papillon
  -  Médaille de bronze du relais 4 x 100 m nage libre mixte
- Championnats du monde 2025 à Singapour :
  -  Médaille d'or du 4 × 100 m quatre nages (participe uniquement aux séries)
  -  Médaille de bronze du 200 m dos